# Мітрідат II (цар Парфії)
Мітрідат II (парф. Mihrdāt) (124/123 р. до н. е. — 88 р. до н. е.) — восьмий з відомих династів-Аршакідів та перший представник цієї династії, який прийняв титул Великий Цар Царів. Очолив Парфію по смерті батька Артабана (I).

#### Парфія на початку правлінняМіхрдата. Події на заході Парфії
Ще за часів правління батька та попередника Мітрідата Артабана, у 127 р. до н. е. цар новоствореної Харакени Гіспаосін захопив значні території Парфії — Вавілонію та Селевкію, вигнавши звідти парфянського намісника Гімера. Але 11.06.124 р. до н. е. Гіспаосін помер, Гімер повернув втрачені території та оголосив себе Великим Царем (грец. ΒΑΣΙΛΕΩΣ ΜΕΓΑΛΟY ΑΡΣΑΚΟY ΝΙΚΙΦΟΡΟΥ).
Але вже на монетах царів Харакени, які відносять до 121/120 рр. до н. е., викарбувано власне профіль Мітрідата та його титул грец. ΒΑΣΙΛΕΩΣ ΑΡΣΑΚΟΥ. Слід зазначити, що тривалий час на різних монетних дворах Парфії карбувалися монети Мітрідата II лише з легендою Цар Аршак. Можливо це відображало тогочасну політичну ситуацію у Парфії.
У 120 році до н. е. — після походу парфян до Кавказу, Вірменія та, можливо, інші Закавказькі держави стають васалами Мітрідата.

#### Східні кампаніїМіхрдата
119 року до н. е. У квітні-травні Міхрдат розбиває арабів, які грабували землі на південному заході держави, а вже у жовтні, на далекому північному сході, він вщент розбиває тохарів, повертає під контроль Парфії Маргіану та б'є монети з легендою грец. ΒΑΣΙΛΕΩΣ ΜΕΓΑΛΟΥ ΑΡΣΑΚΟΥ ΣΩΤΗΡΟΣ — Великий Цар Аршак Рятівник.
Після перемоги над гутіями-тохарами Мітрідат почав тривалу кампанію проти саків. Наразі невідомі будь-які факти з перебігу цієї кампанії. Відомий лише її результат — саків було інкорпоровано до Парфянського царства, сакська правляча династія Сурена в новоствореній Міхрдатом ієрархії парфянської еліти посіла чи не найзначніше місце власне після Аршакідів — тільки представник роду Сурена міг коронувати Аршакіда на царство. Це відбулося близько/до 111/110 р. до н. е. та було відображено на монетах легендою грец. ΒΑΣΙΛΕΩΣ ΒΑΣΙΛΕΩΝ ΑΡΣΑΚΟΥ ΔΙΚΑΙΟΥ ΕΥΕΡΓΕΤΟΥ ΚΑΙ ΦΙΛΕΛΛΗΝ — «Цар Царів Аршак …».

#### Внутрішня політика
Величезні території Парфії вимагали делегування частини повноважень регіональній аристократії. Ймовірно, саме за Міхрдата склалася система «семи великих парфянських родів» — згаданий вище Сурена, Карен, Міхран тощо. Така система в наступному досить сильно розбалансовуватиме Парфію й призводитиме до боротьби за вплив на правлячих Аршакідів та повсякчасних династичних суперечок.
Окремої уваги заслуговує грец. ΒΑΣΙΛΕΩΣ ΜΕΓΑΛΟΥ ΑΡΣΑΚΟΥ ΘΕΟΠΑΤΟΡΟΣ ΝΙΚΑΤΟΡΟΣ — «Великий Цар Син Бога Переможний» Готарз, якого вперше згадано у Бехістунському написі як грец. ΓΩΤΑΡΖΗΣ ΣΑΤΡΑΠΗΣ ΤΩΝ ΣΑΤΡΑΠΩΝ ΒΑΣΙΛΕΥΣ ΜΕΓΑΣ ΜΙΘΡΑΔΑΤΗΣ — «Готарз Сатрап Сатрапів (та) Великий Цар Мітрадат». Отже, тривалий час домінує думка, що Готарз був заколотником та узурпатором, який правив фактично незалежно від Міхрдата у Вавилонії. Наразі висловлено припущення, що Готарз — син Міхрдата, його співправитель та правонаступник, який був Великим Царем Парфії, тобто другою персоною після Царя Царів. На користь цього свідчать й нумізматичні джерела (Готарз бив власну монету щонайменше на чотирьох монетних дворах — у Екбатанах, Разі, Мерві та Сузах, тобто по всьому Парфянському царству одночасно з Міхрдатом, що неможливо за умови «узурпації у Вавилоні») та, фактично, одночасне зі смертю Міхрдата зникнення імені Готарза. Якби не було, наразі це питання залишається відкритим, хоча превалює перший варіант.

#### Зовнішня політика
Зовнішня політика Парфії часів Міхрдата Великого була досить прагматичною та вдалою. Розуміючи усі переваги транзитної території між елліністичною та римською Європою з одного та Хань і Індією з іншого боку, Цар Царів зробив все можливе, аби максимально диверсифікувати будь-які ризики та забезпечити стабільність у функціонуванні цього транзиту.
На сході у 119 р. до н. е. було повернуто контроль над Маргіаною, що дало можливість обійти тохарів з півночі (північний маршрут крізь Согдіану та Фергану). До 111/110 р. до н. е. було замирено саків, що дало можливість знов таки обійти Бактрію тохарів з півдня на маршруті до Індії.
На заході питання кордонів було не менш важливим. Близько 113 р. до н. е. Міхрдат захопив стратегічно важливу фортецю Дура-Европос. У 95/94 р. до н. е., після смерті вірменського царя, Міхрдат допоміг прийти до влади у Вірменії його сину Тиграну, отримавши частину Вірменського царства (так звані 70 долин) та доньку Тиграна Аріазату Автому у дружини. У 92 р.до н. е. було укладено угоду (деталі невідомі) між Парфією та Римською республікою. Майже одночасно з цим були укладені відповідні угоди з Понтом. 
Помер Міхрдат близько 88/87 р. до н. е..